# Euseius citrifolius
Euseius citrifolius är en spindeldjursart som beskrevs av Denmark och Muma 1970. Euseius citrifolius ingår i släktet Euseius och familjen Phytoseiidae. Inga underarter finns listade i Catalogue of Life.